# Parabothus malhensis
Parabothus malhensis är en fiskart som först beskrevs av Regan, 1908.  Parabothus malhensis ingår i släktet Parabothus och familjen tungevarsfiskar. Inga underarter finns listade i Catalogue of Life.